# Alex Florea
Alexandru Ionuț Florea dit Alex Florea, né le 15 septembre 1991 à Constanța, est un chanteur roumain qui a représenté la Roumanie au Concours Eurovision de la chanson 2017 avec la chanson Yodel It!, en duo avec Ilinca Băcilă, terminant 7e avec 282 points. En 2015, il a été demi-finaliste à de The Voice Roumanie lors de la saison 5 (en).